# Radosław Kawęcki
Radosław Kawęcki (sinh ngày 16 tháng 8 năm 1991) là một vận động viên bơi lội người Ba Lan. Anh chuyên môn thi đấu bơi ngửa.

## Sự nghiệp
Radosław Kawęcki hiện đang đại diện thi đấu cho câu lạc bộ bơi lội Cali Condors, đây là một nhánh trực thuộc Liên đoàn Bơi lội Quốc tế. Radosław Kawęcki đã giành huy chương bạc hạng mục bơi ngửa cự ly 200m tại Giải vô địch thể thao dưới nước thế giới năm 2013 và 2015, và hai lần là nhà vô địch thế giới hạng mục bơi ngửa cự ly 200m. Bên cạnh đó, Radosław Kawęcki còn là nhà vô địch Châu Âu 8 lần ở các hạng mục bơi ngửa. Anh về đích ở vị trí thứ 4 trong hạng mục bơi ngửa cự ly 200m tại Thế vận hội Mùa hè 2012 tổ chức ở London.

### Liên đoàn bơi lội quốc tế
Năm 2019, Radosław Kawęcki là một thành viên của Liên đoàn Bơi lội Quốc tế đại diện thi đấu cho câu lạc bộ Cali Condors và về đích ở vị trí thứ ba trong trận đấu cuối cùng tại Las Vegas, Nevada, Hoa Kỳ diễn ra vào tháng 12. Radosław Kawęcki đã ghi điểm trong cả ba hạng mục bơi ngửa cũng như trong hạng mục tiếp sức cho câu lạc bộ Cali Condors xuyên suốt mùa giải.